# سوتينان فوك هوم
سوتينان فوك هوم (بالتايلندية: สุทธินันท์ พุกหอม) (29 نوفمبر 1987 في تايلاند - ) هو لاعب كرة قدم تايلندي في مركز قلب الدفاع. شارك مع منتخب تايلاند لكرة القدم. أما مع النوادي، فقد لعب مع نادي تشونبوري وNakhon Pathom United F.C. ‏.

## وصلات خارجية
- سوتينان فوك هوم على موقع ناشيونال فوتبول تيمز (الإنجليزية)
- سوتينان فوك هوم على موقع Soccerway.com (الإنجليزية)
- سوتينان فوك هوم على موقع عالم كرة القدم.نت (الإنجليزية)